# Modicogryllus facialis
Modicogryllus facialis är en insektsart som först beskrevs av Walker, F. 1871.  Modicogryllus facialis ingår i släktet Modicogryllus och familjen syrsor. Inga underarter finns listade i Catalogue of Life.